# Beachhandball-Asienmeisterschaften 2015
Die Beachhandball-Asienmeisterschaften 2015 waren die fünfte Austragung der kontinentalen Meisterschaft Asiens im Beachhandball. Es gab das zweite Mal und zum zweiten Mal in Folge je ein Turnier für Frauen und Männer parallel am selben Ort, welches vom 1. bis 7. Mai auf dem Sultan Qaboos Sports Complex in Maskat, Oman, durchgeführt wurde. Für die Frauen war es das dritte Turnier. Die Veranstaltung wurde im Auftrag der Asian Handball Federation von der Oman Handball Association organisiert.
Das Turnier diente einerseits zum ermitteln eines kontinentalen Meisters, zum anderen aber auch zur Ermittlung der asiatischen Teilnehmer an den Weltmeisterschaften 2016 in Budapest, Ungarn. Hierfür qualifizierten sich die beiden Finalisten bei den Frauen sowie die drei Medaillengewinner bei den Männern. Mit insgesamt elf teilnehmenden Mannschaften wurde die Zahl des letzten males nahezu gehalten, einzig bei den Frauen nahm mit fünf Mannschaften eine weniger als das letzte Mal teil. Dennoch änderte sich die Zusammensetzung der Starterfelder im Vergleich sehr stark. Mit Vietnam stellte überhaupt nur eine Mannschaft bei beiden Geschlechtern je eine Mannschaft. Die Medaillen indes wurden abgesehen von der Bronzemedaille im Frauenturnier exakt gleich vergeben wie zwei Jahre zuvor.
Nach 2004 und 2011 war Maskat zum dritten Mal, jeweils unterbrochen von der Austragung an einem anderen Ort, Gastgeber der Asienmeisterschaften.
| Frauen Details | Maskat, Oman | Thailand | keine Playoffs | Taiwan | Vietnam | keine Playoffs | Jordanien |
| Männer Details | Maskat, Oman | Katar    | keine Playoffs | Oman   | Bahrein | keine Playoffs | Pakistan  |

## Platzierungen
| Nation         | Frauen | Männer |
| -------------- | ------ | ------ |
| Bahrain        | 0–     | 03     |
| Iran           | 0–     | 05     |
| Jordanien      | 04     | 0–     |
| Katar          | 0–     | 01     |
| Oman           | 0–     | 02     |
| Pakistan       | 0–     | 04     |
| Taiwan         | 02     | 0–     |
| Thailand       | 01     | 0–     |
| Turkmenistan   | 05     | 0–     |
| Vietnam        | 03     | 06     |
| Teilnehmerzahl | 5      | 6      |

| Legende | Legende | Legende | Legende              |
| ------- | ------- | ------- | -------------------- |
| 1       | 2       | 3       | Podest-Platzierungen |
| 4       | 4       | 4       | Halbfinalist         |